# Dune 2000
Dune 2000: Long Live the Fighters! — компьютерная игра, стратегия в реальном времени, выпущенная компанией Westwood Studios в 1998 году. Игра является продолжением Dune II на игровом движке, сходном с движком Command & Conquer: Red Alert от Westwood. Действие игры разворачивается на планете Арракис. В игре доступно три враждующих дома: Атрейдес, Харконнен, Ордос. Игра изначально разрабатывалась для Microsoft Windows (релиз состоялся 31 августа 1998 года) и позже была портирована на PlayStation (релиз состоялся 31 октября 1999 года). В игре присутствуют видеозаставки перед началом миссии с живыми актёрами.

## Игровой процесс
В игре игрок может взять под свой контроль один из трёх домов, во главе которого он и должен бороться за контроль над пряностью на планете Арракис, или Дюне. Игрок собирает пряность для получения «солярий», валюты в игре, использующейся для производства боевых единиц.
Как и в большинстве стратегий реального времени, карта игры сначала покрыта туманом войны, за исключением территорий, на которых находятся боевые единицы игрока. Поскольку единицы исследуют карту, темнота постепенно исчезает.
Как и в Dune II, игрок может строить бетонные плиты перед установкой зданий, которые защищают их от разрушения в условиях эрозии пустыни. Здания у всех Домов одинаковы — отличаются только внешним дизайном.
Хотя большинство боевых единиц у всех домов идентичны, у каждого Дома есть свой собственный набор специальных юнитов: Звуковой танк Атрейдесов, «Девиатор» Ордосов и сверхтяжёлый танк «Опустошитель» Харконненов; кроме того, имеется особое оружие, доступное при постройке дворца: фремены у Атрейдесов, диверсанты у Ордосов, баллистическая ракета с ядерной боевой частью «Рука Смерти» у Харконненов и элитные солдаты Сардаукары у Императора. Также различаются по внешнему виду и боевым характеристикам основные боевые танки: у Ордосов они самые быстрые но и наименее защищённые, у Харконненов самые медлительные но и наиболее бронированные, танки Атрейдесов представляют собой разумный компромисс между скоростью и защищённостью. Атрейдесы могут изготовлять дополнительный уникальный юнит — орнитоптеров, а Ордосы могут изготовлять специальные трайки. Как и во многих других играх Westwood, игрок может получить доступ к специальным единицам других домов, захватив вражеское здание и начав их производство.

## Сюжет
Император Фредерик Коррино IV издал указ, согласно которому Дом, который сможет произвести больше всего пряности, будет управлять своим источником — планетой Дюной, без каких-либо ограничений относительно того, как это будет достигнуто.
Как и в Dune 2, существует три главных игровых фракции — Дом Атрейдес, Дом Харконнен и Дом Ордос. Есть также четыре неигровых фракции: Дом Коррино, фремены, наёмники и контрабандисты.
- Дом Атрейдес — родом с водной планеты Каладан. Атрейдесы лояльны своему герцогу и следуют его поручениям. Герцог также может заключить союз с фрименами, воинами пустынь Дюны. В военном плане Атрейдесы — «золотая середина». Цвет — синий.
- Дом Харконнен — родом с планеты Гьеди Прайм, управляемый бароном. Харконнены — главные противники рода Атрейдес. В военном деле Харконнены полагаются на военную мощь своих войск. Цвет — красный.
- Дом Ордос — родом из холодной, покрытой льдом, планеты Сигма Драконис IV. Богатство Ордосов, сделанное на торговле, сделало их параноиками. В отличие от других двух домов, Дом Ордос не упомянут ни в одном из романов Дюны; тем не менее, Ордосы упомянуты в неканонической «Энциклопедии Дюны». Ордосы полагаются на внезапность и манёвренность в военном деле. Цвет — зелёный.
- Дом Коррино — войска Императора Фредерика Коррино IV на Дюне. Аналогичны войскам Харконненов, за исключением танка «Опустошитель» и Дворца Харконненов, которые строить нельзя. Дворец Императора позволяет создавать элитную имперскую пехоту — сардукаров. В кампании войска Императора всегда противостоят игроку, независимо от выбранной им фракции. Цвет — фиолетовый.
- Наёмники — о них в игре нет практически никакой информации. Вероятно, они готовы сражаться за любую из сторон за деньги (впрочем, бывают и исключения). Войска наёмников полностью аналогичны войскам Ордосов; однако, наёмники не могут строить Девиатор. Тем не менее, им доступен дворец Ордосов. В кампании Ордосов наёмники оказывают помощь игроку в последних трёх миссиях (но разрывают союз, если несут большие потери); также, в предпоследней миссии кампании Харконненов наёмников можно вынудить сражаться на стороне игрока, захватив их завод тяжёлой техники. В кампании Атрейдесов наёмники, враждебные игроку, появляются в пятой и в одном из вариантов шестой миссии. Цвет — жёлтый.
- Контрабандисты вероятно, занимаются добычей пряности и нелегальными поставками военной техники. В военном плане полностью аналогичны наёмникам (не могут строить Девиатор, но им доступен дворец Ордосов). В большинстве миссий кампании нейтральны, занимаются только добычей пряности. Однако, в четвёртой миссии за Ордосов и в шестой за Атрейдесов у контрабандистов, противостоящих игроку, есть полнофункциональные базы военного назначения. Цвет — коричневый.
- Фремены — коренные жители Дюны, воины пустыни. В кампании представлены, как правило, особыми пехотными подразделениями — фрименами, аналогичными призываемым во дворце Атрейдесов, но лишёнными невидимости, и ситчами — убежищами фременов в горах Дюны. В военном плане аналогичны Атрейдесам. Их уникальность в том, что это единственный малый дом, имеющий специальное оружие — «Орнитоптеры». Им так же доступен Звуковой танк Атрейдесов, но они не могут строить дворец Атрейдесов. Аналогично Дому Коррино, у них есть имперский дворец, позволяющий нанимать сардукаров. Цвет — серый. В игре на стороне игрока выступают один раз — в четвёртой миссии за Атрейдесов, а в четвёртой миссии за Харконненов противостоят игроку.

## Саундтрек
Музыкальное сопровождение было написано постоянным композитором студии Фрэнком Клепаки. Часть композиций является обновлёнными и переписанными композициями из Dune II. Обозреватель из Gamespot отметил саундтрек одной из сильных сторон игры.
Вся музыка написана Фрэнком Клепаки.
| №   | Название             | Длительность |
| --- | -------------------- | ------------ |
| 1.  | «Harkonnen Battle»   | 4:21         |
| 2.  | «The Ambush»         | 4:16         |
| 3.  | «The Atreides Gain»  | 4:18         |
| 4.  | «Attack on Arrakis»  | 4:06         |
| 5.  | «Enter the Ordos»    | 5:15         |
| 6.  | «Fight For Power»    | 5:55         |
| 7.  | «The Fremen»         | 4:33         |
| 8.  | «Land of Sand»       | 5:07         |
| 9.  | «Plotting»           | 4:34         |
| 10. | «Rise of Harkonnen»  | 4:39         |
| 11. | «Robotix»            | 4:13         |
| 12. | «Spice Scouting»     | 5:14         |
| 13. | «Under Construction» | 4:34         |
| 14. | «The Waiting Game»   | 4:16         |

## Критика
| Сводный рейтинг       | Сводный рейтинг           |
| Агрегатор             | Оценка                    |
| --------------------- | ------------------------- |
| GameRankings          | 57,57 % (ПК) 61,32 % (PS) |
| Русскоязычные издания |                           |
| Издание               | Оценка                    |
| «Игромания»           | [ 4 ]                     |

Обе версии, для Windows и PlayStation, были приняты критиками прохладно — рейтинг обеих версий, по данным GameRankings, находятся в районе 60 %. GameSpot критиковал игру за устаревший геймплей и проблемы в балансе сторон.

## Мультиплеер
Оригинальный сервер Westwood Studios позволял запускать игру в режиме мультиплеера, начиная с 1998 года. В 2003 году компания была закрыта, поэтому сервер так же пришлось закрыть. В том же году онлайн-сервер перешёл к компании Xwis. Проработав под их руководством некоторое время, в сервере произошёл сбой, и с тех пор, режим мультиплеера в Dune 2000 стал недоступен.
Начиная с 2015 года, играть в Dune 2000 по сети можно через Cncnet. Этот клиент позволяет играть в режиме до 6 человек, тогда как в оригинальной версии — мультиплеер поддерживал игру с максимум 4-мя людьми. Клиент поддерживает автоматические обновления, и его можно скачать с пакетом Gruntmod.